# Jan Pavel Filipenský
Jan Pavel Filipenský (8 de octubre de 1973) es un actor checo. Es conocido por su papel en XXX como Viktor y Alien vs. Predator como Boris.

## Filmografía
- The Pagan Queen (2009) - Herrero
- The Chronicles of Narnia: Prince Caspian (2008) - Wimbleweather
- Joséphine, ange gardien (2007) - Guard
- La vida en rosa (2007) - Fire Eater
- Everything Is Illuminated (2005) - Well Digger
- Alien vs. Predator (2004) - Boris
- Chasing Liberty (2004) - Hijo de granjero 2
- Hijos de Dune (2003) - Sardaukar Tiger Trainer
- XXX (2002) - Viktor
- Ariana's Quest (2002) - Turgo
- Fatal Conflict (2000) - Mine Reception Guard
- Rage of the Innocents (2000) - Smea